# Globoppia simplex
Globoppia simplex är en kvalsterart som först beskrevs av Warburton 1912.  Globoppia simplex ingår i släktet Globoppia och familjen Oppiidae. Inga underarter finns listade i Catalogue of Life.